# Dalus leopardina
Dalus leopardina är en insektsart som beskrevs av Haupt 1917. Dalus leopardina ingår i släktet Dalus och familjen dvärgstritar. Inga underarter finns listade i Catalogue of Life.